# System/360
IBM System/360 (S/360) е семейство мейнфрейм компютри на IBM, обявено на 7 април 1964 г. Това са първите компютри, в които има ясно разграничение между компютърна архитектура и реализация.
За разлика от предходни серии компанията създава поредица от машини с постепенно нарастваща производителност, но с един и същ набор от команди. Тази особеност позволява на клиентите да започнат с по-евтин модел и после да надградят при нужда с по-голяма система, без да има нужда да сменят програмното осигуряване (софтуера).
Всички компютри използват единна операционна система OS/360 и това обуславя големия им пазарен успех.